# Femme fellah portant son enfant
La Femme fellah portant son enfant ("Fellà che regge il suo bambino") è un olio su tela realizzato al Cairo dal pittore Émile Vernet-Lecomte (1821-1900) nel 1864. Quest'opera è conservata al museo municipale di La Roche-sur-Yon.

## Descrizione
Émile Vernet-Lecomte, uno studente di suo zio Horace Vernet e del pittore neoclassico Léon Cogniet, inviò con regolarità delle opere dal gusto orientalista al Salone, la grande mostra d'arte accademica francese, dal 1843 al 1882. La Femme fellah portant son enfant, esposta al Salone del 1864, appartiene a questa corrente pittorica con questa giovane avvolta nella sua gellaba nera, davanti alle piramidi, che regge il suo bambino sulla spalla. Oltre alla gellaba (una veste tipica delle popolazioni nordafricane) la donna indossa delle collane, dei braccialetti e dei gioielli preziosi. Di quest'opera esiste uno schizzo a inchiostro su carta nel quale, accanto al disegno, si legge il messaggio seguente:
Secondo il titolo del dipinto questa donna è una fellà, ossia una contadina del mondo musulmano. Questo soggetto era molto comune nella pittura orientalista, e venne affrontato anche da pittori come Frederick Goodall ed Elisabeth Jerichau-Baumann.